# ورنزا
ورنزا (به ایتالیایی: Vernazza) یک کومونه در ایتالیا است که در استان لا اسپتزیا واقع شده‌است.

## خصوصیات
ورنزا ۱۲ کیلومترمربع مساحت و ۱٬۰۰۱ نفر جمعیت دارد و ۰ متر بالاتر از سطح دریا واقع شده‌است.

## نگارخانه

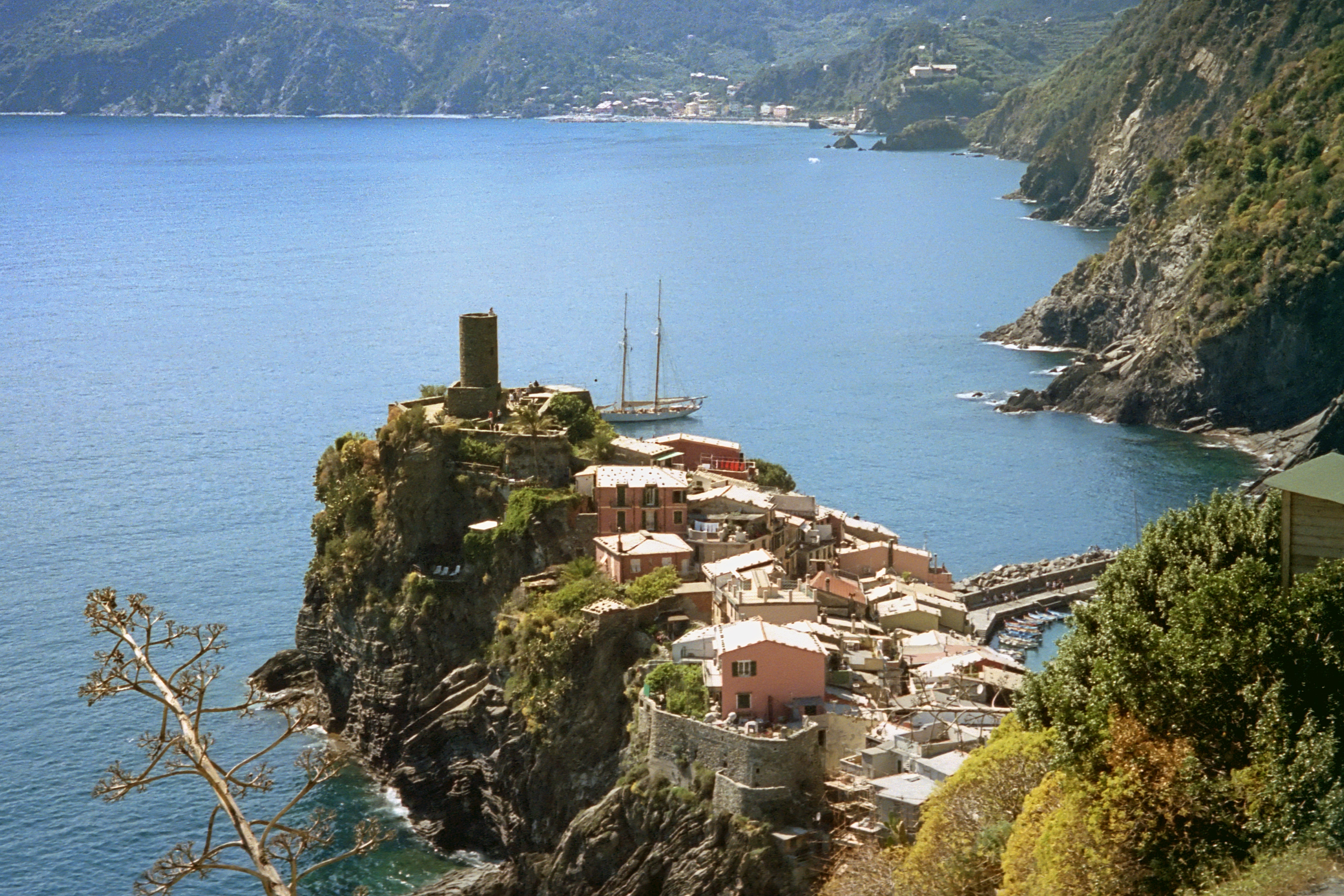
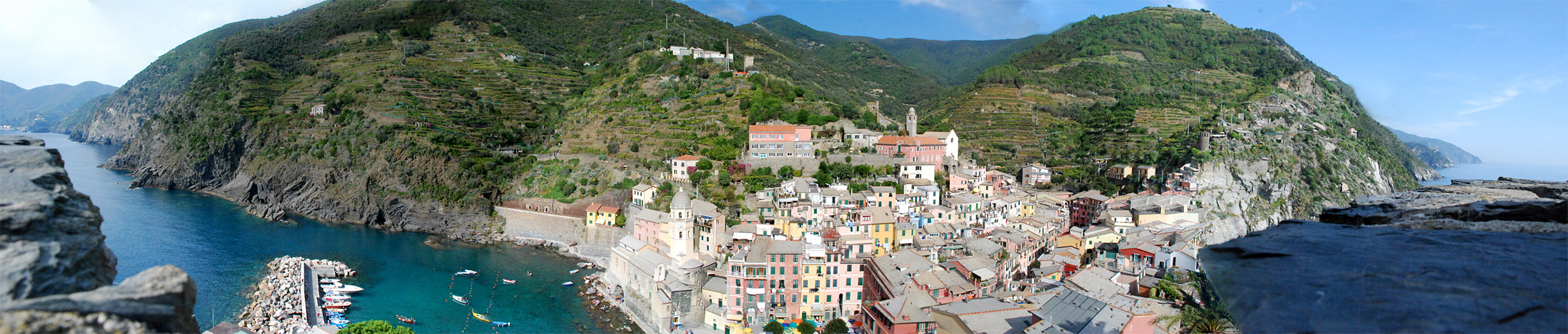
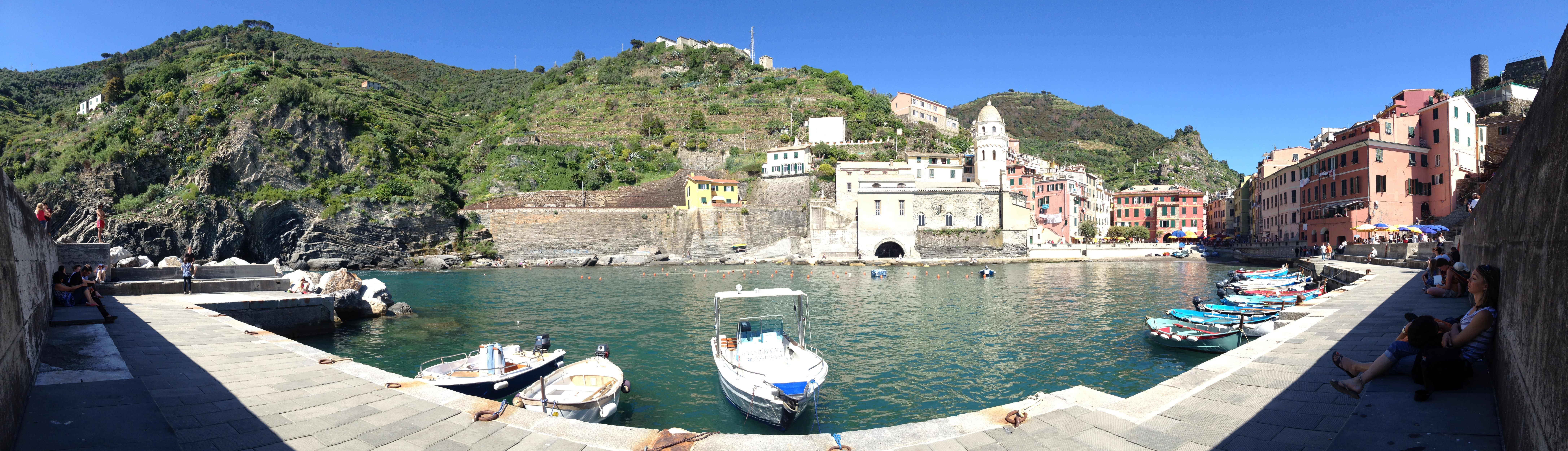
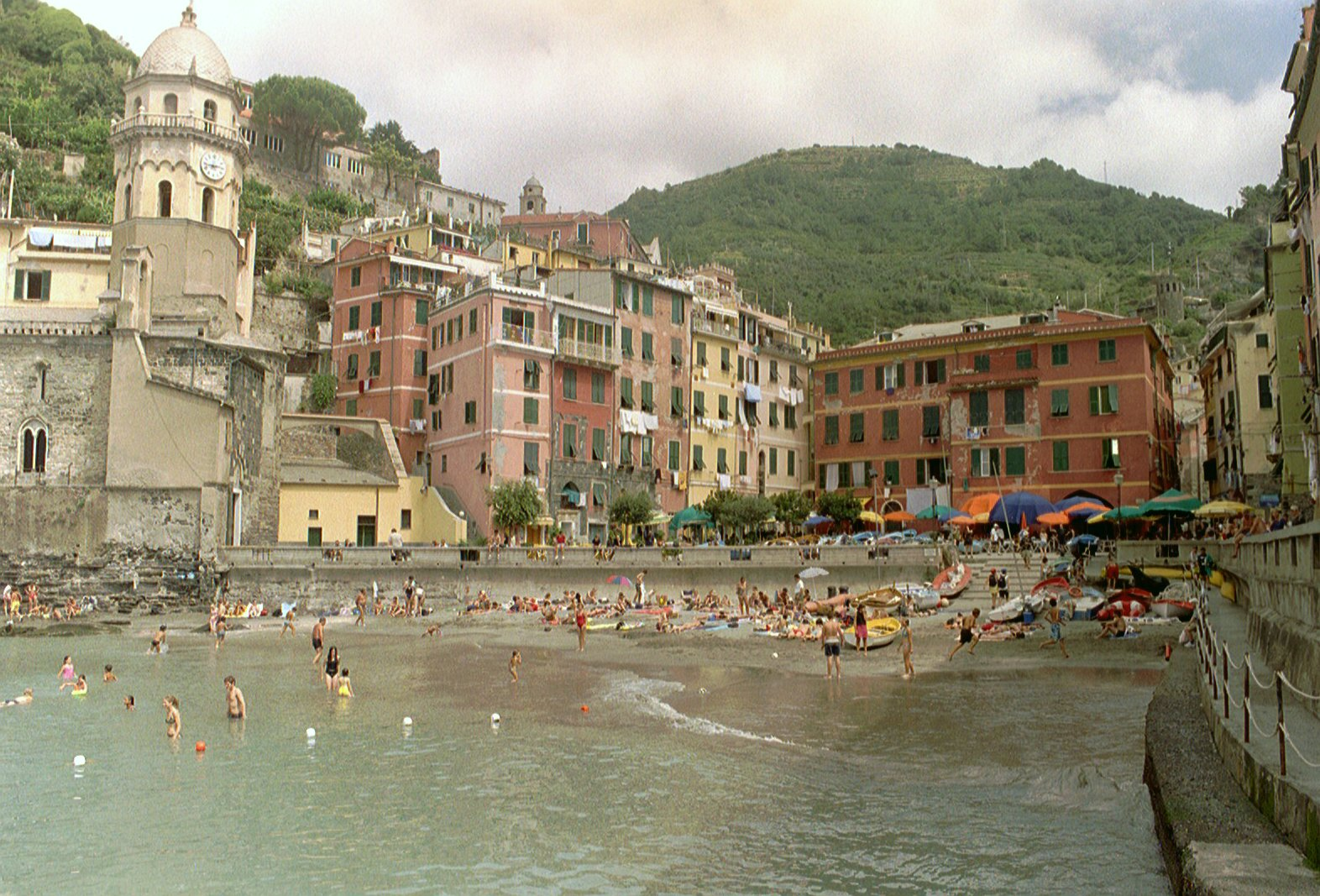
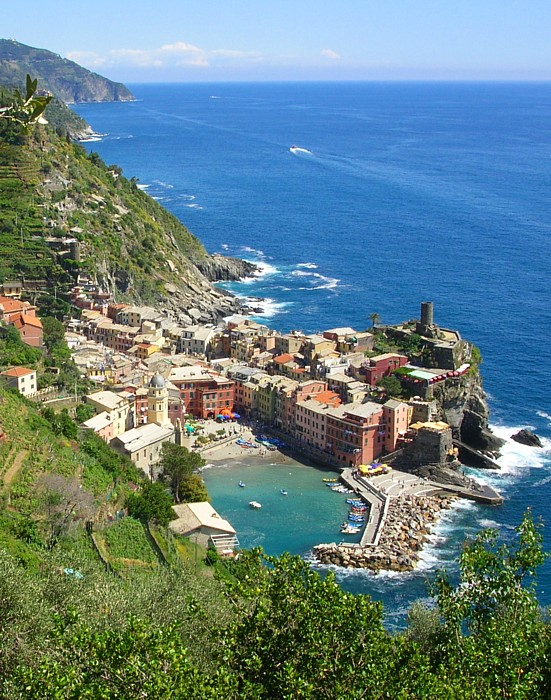
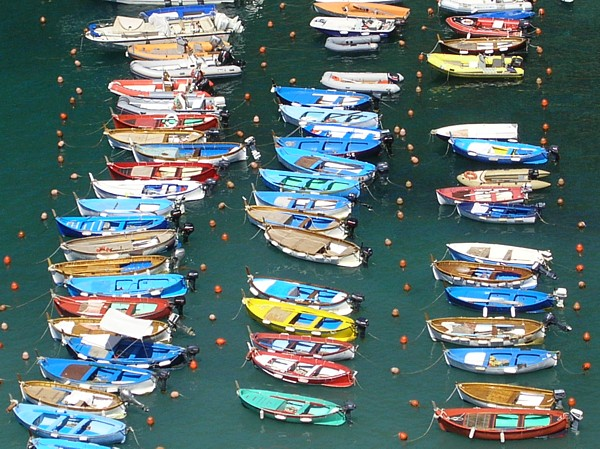
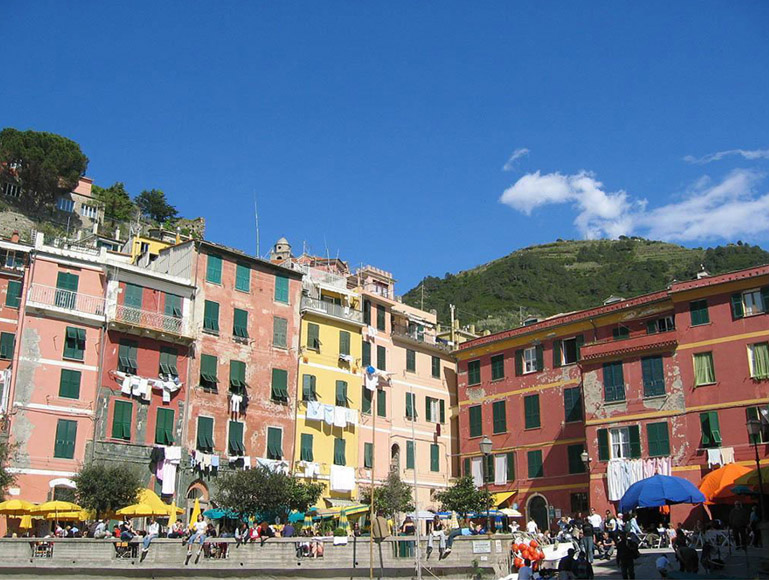
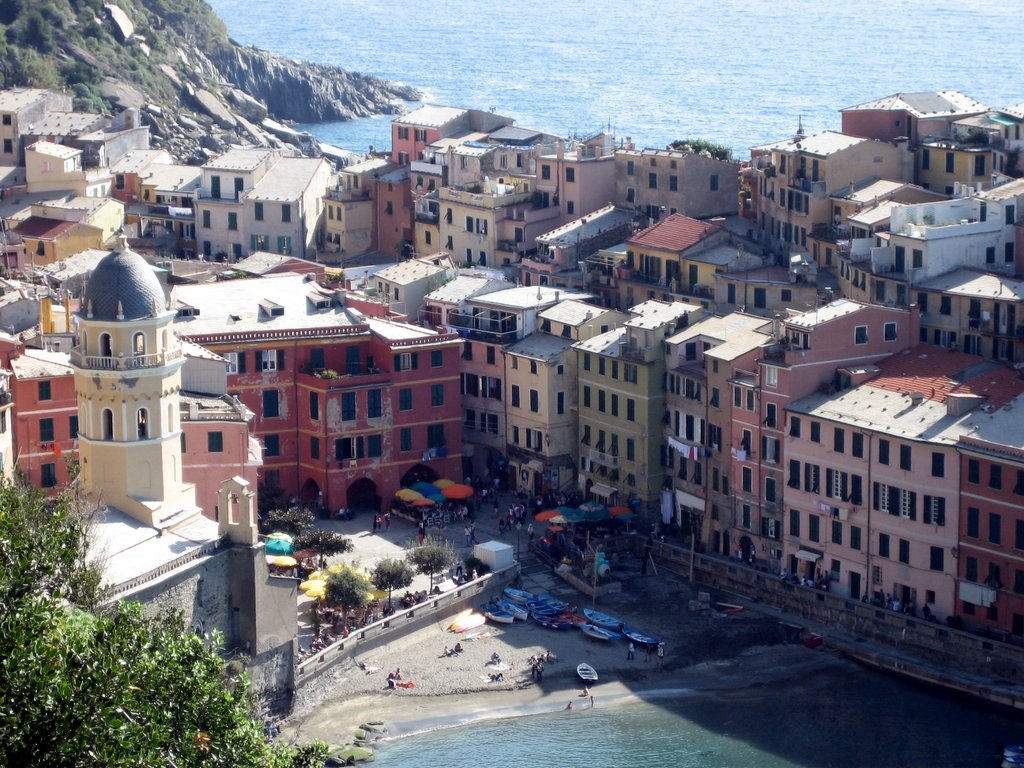